# Liederkreis op. 39 (Schumann)

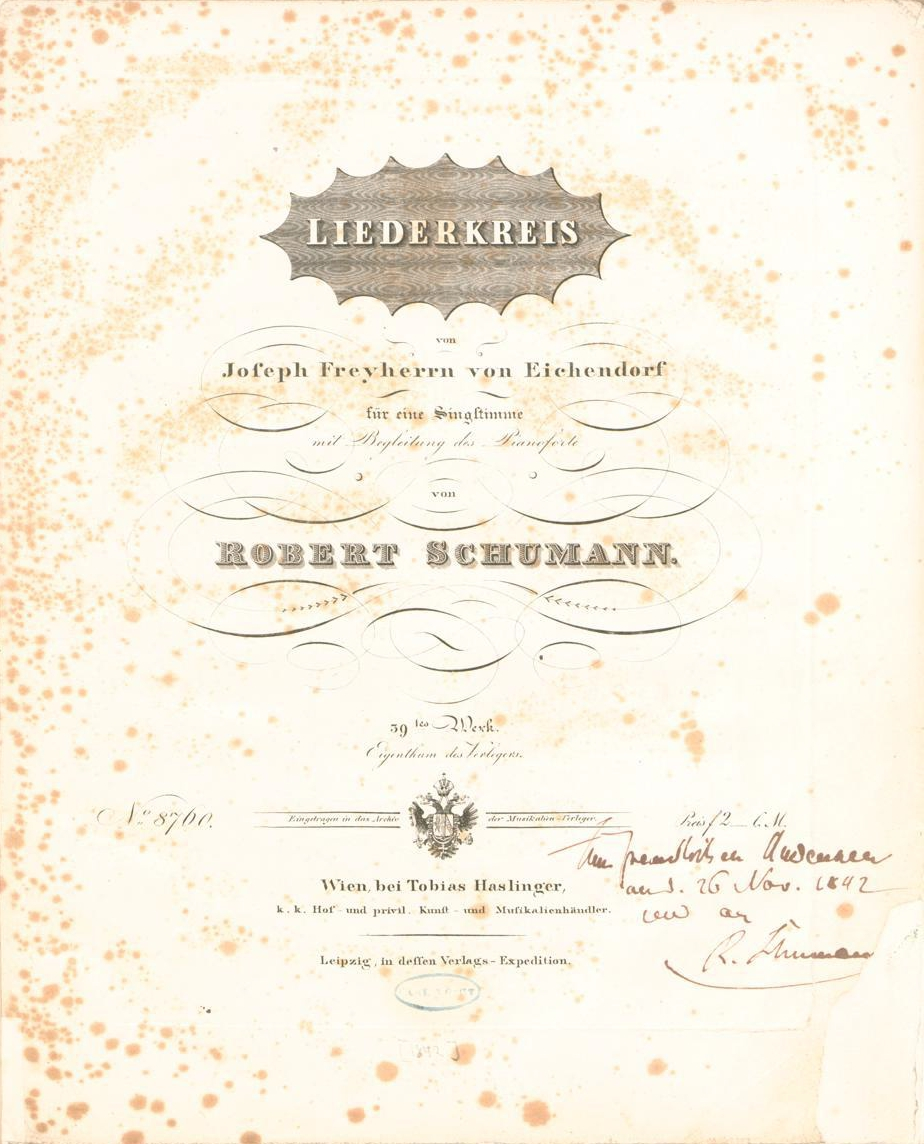
Titelseite des Erstdrucks von Robert Schumanns Liederkreis op. 39, Wien 1842

Der Liederkreis op. 39 ist ein Zyklus von Robert Schumann aus zwölf Vertonungen von Gedichten Joseph von Eichendorffs für Singstimme und Klavier, der im Jahr 1840 entstand und 1842 in einer ersten Druckfassung veröffentlicht wurde. Schon bald danach erfreuten sich einzelne Lieder des Werkes großer Beliebtheit. Den vollständigen Zyklus in seiner endgültigen, zweiten Fassung führte Julius Stockhausen erstmals am 21. Oktober 1862 im Kölner Gürzenich-Saal auf. Heute bildet der Liederkreis einen wichtigen Teil des romantischen Kunstliedrepertoires.

## Schumann und Eichendorff

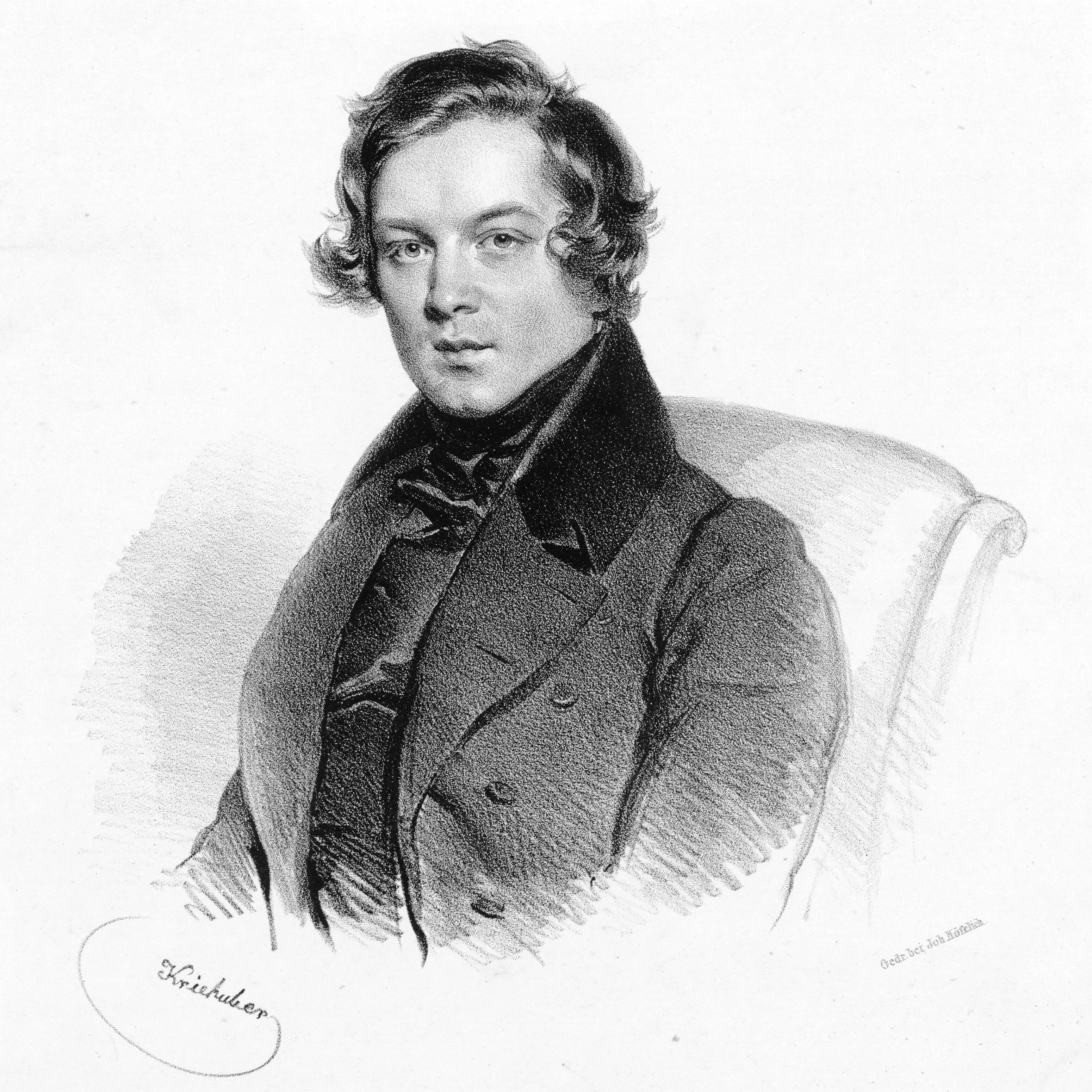
Robert Schumann, 1839

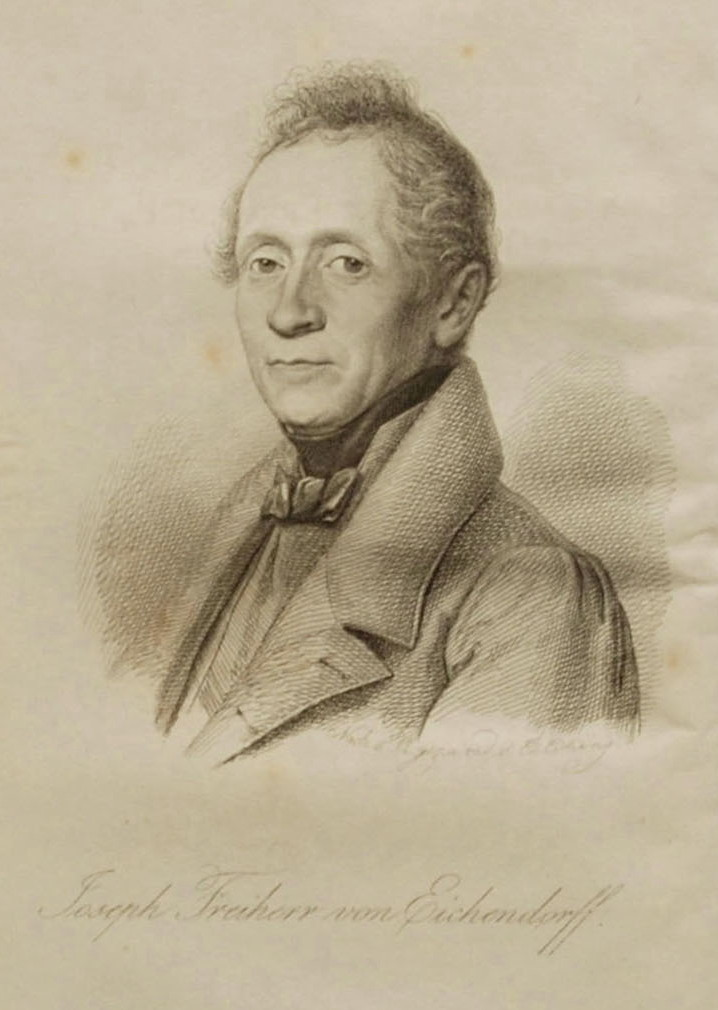
Joseph von Eichendorff, 1841

Exzerpte Eichendorff’scher Gedichte, die Robert Schumann in seiner Neuen Zeitschrift für Musik einigen Besprechungen von Liedkompositionen und geistlicher Musik sowie allgemein geistlichen Themen vorausstellte, zeigen, dass er von Eichendorff weitgehend das traditionelle Bild des volksliedhaften, frommen Dichters hatte.
Insgesamt 21 Eichendorff-Gedichte sind der Nachwelt in Vertonungen Robert Schumanns erhalten, 12 davon im Liederkreis op. 39, den er in einem Brief vom 22. Mai 1840 an Clara Wieck, seine spätere Ehefrau, als sein „aller Romantischstes“ bezeichnete (→ Romantik). Eichendorff hörte einige Lieder des Liederkreises im Januar 1847 bei einem Zusammentreffen in Wien. Clara gegenüber versicherte er, Schumanns Musik habe seinen „Liedern erst Leben gegeben.“ In brieflichen Berichten über seinen damaligen Wiener Aufenthalt erwähnte er allerdings Schumanns Vertonungen nicht, sondern die von Josef Dessauer, die er als „unglaublich schön komponiert“ bezeichnete.

## Die Entstehung des Liederkreises op. 39
Das Jahr 1840 ging als sogenanntes „Liederjahr“ in die Biographie von Robert Schumann ein, in diesem Jahr komponierte er etwa die Hälfte seines gesamten Liedschaffens. Davor hatte er fast ausschließlich Klaviermusik und nur wenige Lieder verfasst: Als moderner „deutscher Geist“ hatte Schumann im musikästhetischen Konflikt des 19. Jahrhunderts der absoluten Musik zunächst den Vorzug gegeben und die Vokalmusik „unter die Instrumentalmusik gesetzt und nie für eine große Kunst gehalten.“, wie er 1839 an den Geiger und Komponisten Hermann Hirschbach schrieb. Der Zusatz „Doch sagen Sie niemand davon.“ im selben Brief gibt jedoch Zeugnis von seinem Sinneswandel zu dieser Zeit. Zugleich aber konnte der Komponist nur durch die zuvor erfolgte Entwicklung seines Klavierstils zu einem gleichermaßen persönlichen Liedstil finden, der den schon erprobten ausdrucksstarken Klaviersatz mit klaren Gesangsmelodien verbindet.
Die Niederschrift des Liederkreises op. 39 erfolgte zwischen 1. und 22. Mai 1840. Der Erstdruck erschien im Jahr 1842 im Verlag Haslinger, Wien.

## Der Aufbau des Zyklus

### Auswahl der Gedichte
Alle Liedertexte des Zyklus wurden der 1837 in Berlin erschienenen Erstausgabe von Joseph von Eichendorffs Gedichten entnommen, in die auch Gedichte aufgenommen wurden, die ursprünglich in Prosatexten Eichendorffs ihren Platz hatten. Im April 1840 schickte Clara Wieck Abschriften einiger Eichendorff-Gedichte an Robert Schumann, der die Kopien von ihr erbeten hatte. Diese Gedichte finden sich in Claras Handschrift in den Abschriften von Gedichten zur Composition. Gesammelt von Robert und Clara Schumann vom Jahre 1839 an. Fast alle Themenbereiche der Eichendorff’schen Lyrik sind dabei vertreten, lediglich Studentenlieder und solche mit stark religiösem Inhalt fehlen. Ob die Auswahl der Gedichte von Clara oder Robert Schumann oder von beiden stammt, lässt sich nicht ergründen. Die Reihenfolge in den Abschriften von Gedichten zur Composition folgt der Reihenfolge in Eichendorffs Ausgabe von 1837. Diese Gedichte bilden bei Eichendorff keinen Zyklus.
An einigen Stellen finden sich Änderungen in den von Schumann vertonten Texten, die vielleicht auf Abschreibfehler zurückgehen, zum Teil aber auch absichtliche Retuschen sein könnten, um die Aussage eines Liedes in eine bestimmte Richtung zu verstärken.

### Anordnung der Lieder
Die ursprüngliche Fassung des Zyklus wies noch eine andere Anordnung der Lieder auf, in der der düstere Charakter vorherrschte: Waldesgespräch – In der Fremde („Aus der Heimat“) – Mondnacht – Intermezzo – Schöne Fremde – In der Fremde („Ich hör’“) – Wehmut – Frühlingsnacht – Die Stille – Zwielicht – Im Walde – Auf einer Burg. Diese Auswahl könnte durch Schumanns damalige Lebenssituation begründet sein, in der seine Beziehung mit Clara von ihrem Vater missbilligt wurde. Der alte Ritter im Lied Auf einer Burg kann hier auch als Porträt des unerbittlichen Friedrich Wieck verstanden werden. Nachdem aber am 1. August 1840 ein Gerichtsentscheid die Ehe der beiden für rechtens erklärt hatte, reihte der Komponist den Zyklus um: Er teilte die zwölf Lieder in zwei mal sechs, wobei er in die erste Hälfte hauptsächlich die positiven und in die zweite die dunkleren Inhalte stellte. An die beiden Enden der Teile positionierte er aber die optimistischen Lieder Schöne Fremde und Frühlingsnacht. Die letzte Zeile des Liederkreises in dieser Anordnung, der triumphale Ausruf „Sie ist Deine, sie ist dein!“ macht den autobiographischen Zusammenhang deutlich.
| \| \| Titel \| Takt \| Tempo \| Tonart \| \| --- \| -------------- \| ---- \| ----------------- \| ------ \| \| 1. \| In der Fremde \| 4/4 \| Nicht schnell \| fis \| \| 2. \| Intermezzo \| 2/4 \| Langsam \| A \| \| 3. \| Waldesgespräch \| 3/4 \| Ziemlich rasch \| E \| \| 4. \| Die Stille \| 6/8 \| Nicht schnell \| G \| \| 5. \| Mondnacht \| 3/8 \| Zart, heimlich \| E \| \| 6. \| Schöne Fremde \| 4/4 \| Innig, bewegt \| H \| \| \| \| \| \| \| \| 7. \| Auf einer Burg \| 4/4 \| Adagio \| e/a \| \| 8. \| In der Fremde \| 2/4 \| Zart, heimlich \| a \| \| 9. \| Wehmut \| 3/4 \| Sehr langsam \| E \| \| 10. \| Zwielicht \| 4/4 \| Langsam \| e \| \| 11. \| Im Walde \| 6/8 \| Ziemlich lebendig \| A \| \| 12. \| Frühlingsnacht \| 2/4 \| Ziemlich rasch \| Fis \| | Das Zusammenwirken von Tonarten, Taktarten, Tempi und ausgedrückten Emotionen in den einzelnen Liedern und im Gesamtzyklus ist in der nebenstehenden Tabelle dargestellt. Besonders hinsichtlich der Schumannschen Tonartencharakteristik ist diese Aufstellung sehr aufschlussreich: Alle Lieder stehen in Kreuz-Tonarten, wobei sich der Bogen vom fis-Moll (von Schumann oft bei schmerzlichen Stimmungen eingesetzt) des ersten Lieds bis Fis-Dur (seiner „Jubeltonart“) am Schluss spannt. Dazwischen überwiegen, besonders im zweiten Teil, Lieder mit den Toniken E und A. Was die Wahl der Taktarten betrifft, so fällt auf, dass abgesehen von den beiden Liedern in der Mitte nie zwei gleiche Taktmaße aufeinander folgen und dass die Lieder in E-Dur alle im Dreiertakt stehen. |      |                   |        |
| | Titel | Takt | Tempo             | Tonart |
| 1. | In der Fremde | 4/4  | Nicht schnell     | fis    |
| 2. | Intermezzo | 2/4  | Langsam           | A      |
| 3. | Waldesgespräch | 3/4  | Ziemlich rasch    | E      |
| 4. | Die Stille | 6/8  | Nicht schnell     | G      |
| 5. | Mondnacht | 3/8  | Zart, heimlich    | E      |
| 6. | Schöne Fremde | 4/4  | Innig, bewegt     | H      |
| | |      |                   |        |
| 7. | Auf einer Burg | 4/4  | Adagio            | e/a    |
| 8. | In der Fremde | 2/4  | Zart, heimlich    | a      |
| 9. | Wehmut | 3/4  | Sehr langsam      | E      |
| 10. | Zwielicht | 4/4  | Langsam           | e      |
| 11. | Im Walde | 6/8  | Ziemlich lebendig | A      |
| 12. | Frühlingsnacht | 2/4  | Ziemlich rasch    | Fis    |

## Musikalischer Überblick
Im Allgemeinen wird der Zyklus in zwei Teile gegliedert. Diese ergeben sich aus der oben erwähnten Anordnung von Inhalten und Tonarten, wurden jedoch nicht ausdrücklich von Schumann festgesetzt.

### Erster Teil

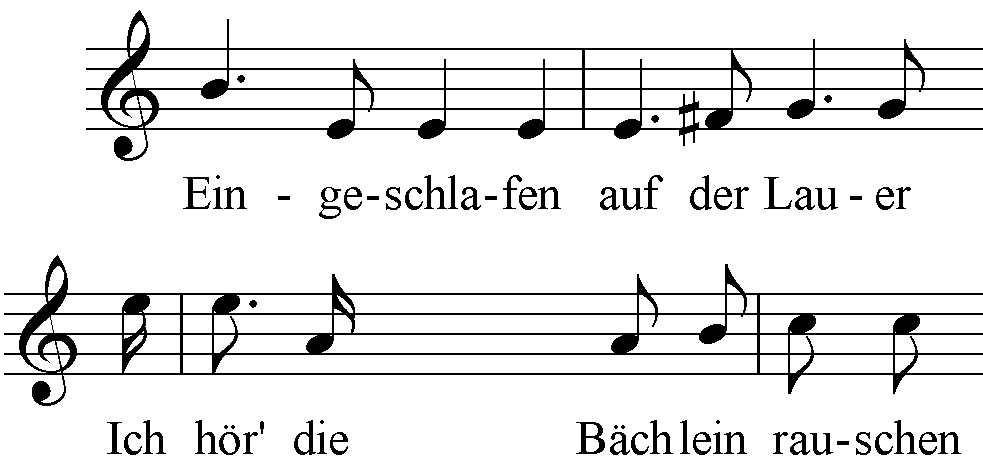
Vergleich der ersten beiden Lieder des zweiten Teils

Der Zyklus wird mit dem Lied In der Fremde („Aus der Heimat“) eröffnet, das in Eichendorffs Erzählung Viel Lärmen um nichts zur Gitarre gesungen wird. Dieses Detail findet sich in Schumanns arpeggierter Klavierbegleitung wieder. Im zweiten Vers des Liedes, nach den Worten „Wie bald“ tritt im Klavier zum ersten Mal die aufsteigende Quinte auf, die ein wichtiges wiederkehrendes Motiv des Liederkreises ist und stets positive Inhalte transportiert. Hier symbolisiert sie Hoffnung, wenngleich es die Hoffnung auf den Tod ist.
Doch schon im nächsten Stück, dem Intermezzo, das in der Liebestonart A-Dur steht, folgt das Quintmotiv dem Wort „wunderselig“. Dieses zweite Lied basiert auf einem Gedicht, das Eichendorff 1810, wohl für seine Verlobte Luise von Larisch, verfasst hatte. Den wunderbaren, „auf Metaphern schwebenden“ Text setzt der Komponist mit ebenso schwebenden Synkopen in der Begleitung um.
Das darauf folgende Waldesgespräch steht in Dialogform, im Roman Ahnung und Gegenwart wird es auch als Wechselgespräch vorgetragen. Die beiden Personen werden von Schumann in zwei verschiedenen musikalischen Sphären dargestellt: Während die Worte des Reiters mit forschen punktierten Rhythmen und Hornquinten unterlegt sind, wird die Hexe Loreley zunächst mit harfenartigen Akkorden auf einem Orgelpunkt, später mit dramatischen alterierten Akkorden begleitet. Besonders in diesem Lied zeigt sich auch die Musikalität der Eichendorffschen Vorlage, wenn der Mann kurze, konsonantenreiche Worte, die Hexe aber solche mit langen und dunklen Vokale bevorzugt.
Das nächste Lied, Die Stille, ist zwar aus demselben Roman wie das Waldesgespräch, führt jedoch in eine ganz andere Stimmung: Es handelt von unterdrückter, aber innerlich explodierender Liebe. So vertont Schumann es als glücklich wiegenden 6/8-Takt in G-Dur, dämpft den Ausdruck aber durch die Vortragsbezeichnung Nicht schnell, immer sehr leise und durch die anfangs kurzen, gehauchten Noten der Singstimme. Erst bei den Worten „Ich wünscht’, ich wäre ein Vöglein“ beginnt ein melodisch ausdrucksstarker Bogen, der jedoch kurz darauf wieder unterdrückt wird, indem Schumann die Vorlage verändert und die erste Strophe des Gedichts zum Schluss wieder aufnimmt.

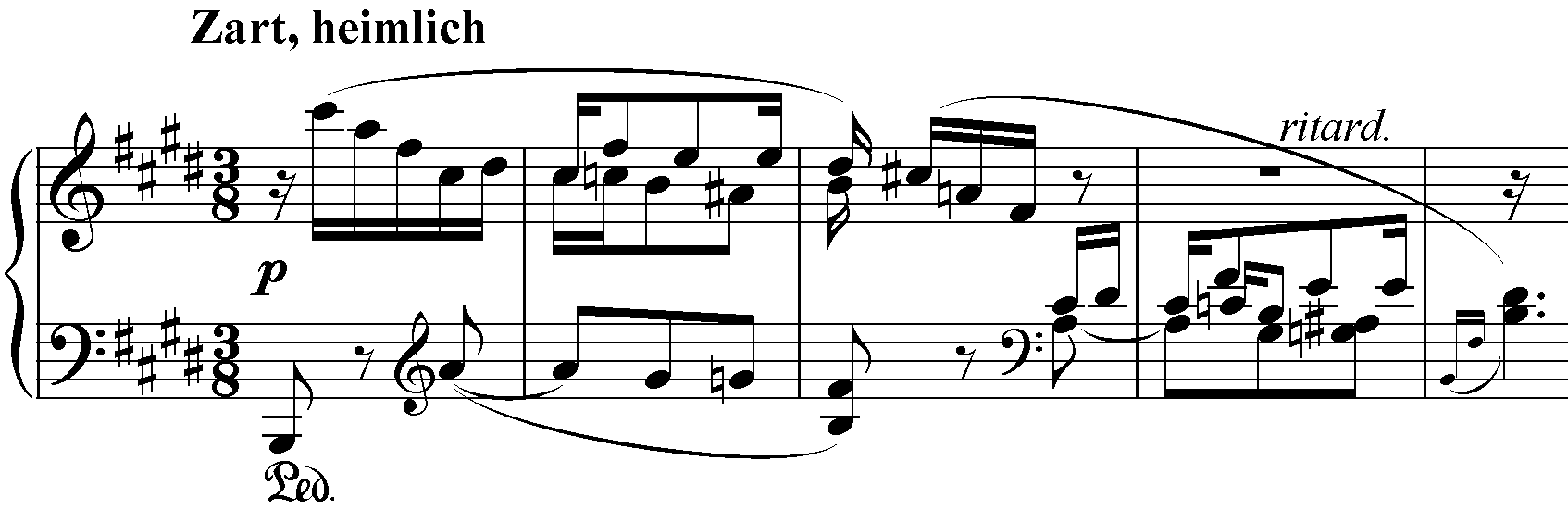
Beginn der Mondnacht

Die Mondnacht ist wohl das bekannteste Lied des Zyklus und eine der populärsten Schöpfungen Schumanns überhaupt, weil Musik und Dichtung sich hier auf eine einzigartige Weise ergänzen: Der Text besticht durch betont schlichten, aber tiefe Assoziationen weckenden Ausdruck und führt gleich zu Beginn mit einem Konjunktiv in eine Art Traumsituation. Musikalisch wird diese Idee durch dominantische Akkorde, wie dem Nonenakkord gleich zu Beginn und die pulsierende Wiederholung einzelner Töne oder Intervalle, die harmonisch umgedeutet werden, umgesetzt. Während die ersten vier Halbverse stets mit der gleichen Melodie gesungen werden, wird bei der Zeile „Und meine Seele spannte …“ harmonisch und melodisch ein neuer Weg eingeschlagen, was den Abflug der Seele hör- und spürbar macht.
Abgeschlossen wird der erste Teil des Liederkreises durch das Lied Schöne Fremde. Auch in diesem Gedicht treffen wir auf eine typische Eichendorffsche Nachtsituation, die zunächst unsicher und gefährlich erscheint, schließlich aber in einer Voraussage von „großem Glück“ gipfelt. Diese Klimax vertont Schumann, indem er die Harmonik zu Beginn eher diffus gestaltet und noch keine klare Tonika etabliert – erst am Ende des Liedes wird H-Dur als Grundtonart klar erkennbar. In dieser letzten Strophe wird auch die Quint, die zuvor eine wichtige Rolle gespielt hat, zur Sexte erweitert, die auch im Klaviernachspiel das wichtigste Intervall darstellt.

### Zweiter Teil
Gleich zu Beginn von Auf einer Burg wird eine absteigende Quinte vorgestellt, die, symmetrisch zum aufsteigenden „Leitmotiv“ des ersten Teils, das prägende Gestaltungsmerkmal der zweiten Hälfte darstellt. Das Lied schildert die erstarrte Situation rund um einen toten, versteinerten Ritter, was durch statische, träge voranschreitende und altertümlich kirchentonale Harmonien illustriert wird. Auch mit der einzigen italienischen Tempobezeichnung (Adagio) und dem Halbschluss, mit dem das Lied endet, spielt Schumann bewusst auf ältere Musikstile an.

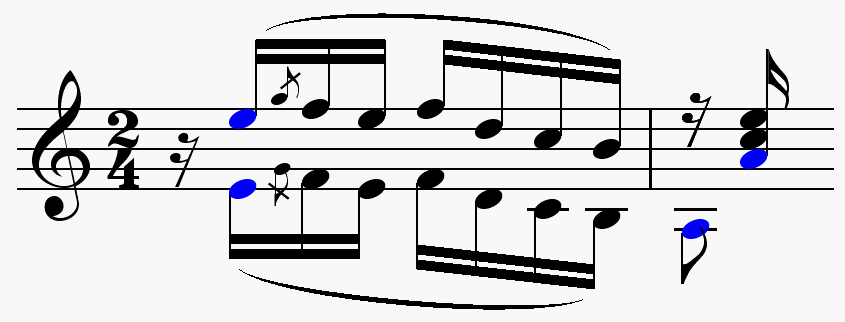
In der Fremde, Beginn

Obwohl das darauffolgende Lied In der Fremde („Ich hör’“) auf den ersten Blick einen völlig anderen Inhalt hat, ist es eng mit Auf einer Burg verbunden. Zum einen, weil es mit seinem a-Moll den vorhergegangenen E-Dur-Akkord auflöst, zum anderen, weil die beiden Lieder einander motivisch sehr ähneln, wie die obenstehende Abbildung zeigt. Die fallende Quint ist hier zudem in den immer wiederkehrenden Sechzehntel-Girlanden des Klaviers zu finden (in der Abbildung blau markiert).
Im Lied Wehmut übernimmt der Dichter selbst das Wort und vergleicht seine Lieder mit jenen der Nachtigall, der alle mit Vergnügen lauschen, ohne ihr inneres Leid herauszuhören. Die Begleitung des Liedes gestaltet Schumann sehr einfach und homophon, um den Text und seine Melodie in den Vordergrund zu stellen und durch zusätzliche musikalische Einfälle davon abzulenken. Möglicherweise will er damit zeigen, dass es ihm hier um mehr geht, als nur um die romantische Darstellung eines lyrischen Ichs, dass er vielmehr wirklich etwas über sich selbst erzählen will. Erst in der letzten Strophe wird die Klavierstimme etwas selbständiger und drückt im Nachspiel durch einen chromatischen Abgang im Bass das „tiefe Leid“ aus.

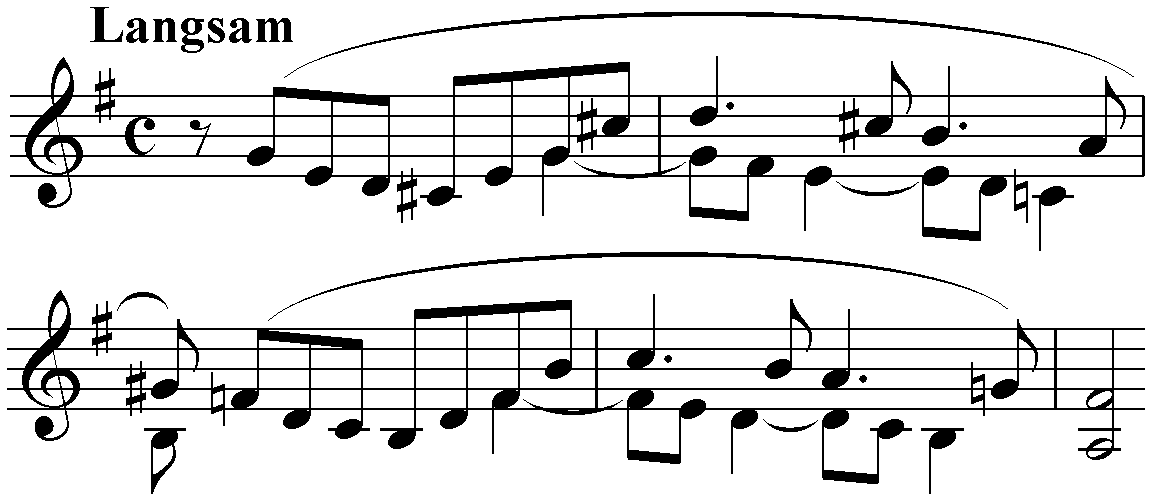
Klaviervorspiel von Zwielicht

Eine der seltsamsten und dunkelsten Schöpfungen Eichendorffs ist das Gedicht Zwielicht (wieder aus Ahnung und Gegenwart), in dem vor Gefahr aus jeder Richtung, selbst von dem besten Freund, gewarnt wird. Auch hier wird das Material des Vorspiels aus der absteigenden, diesmal verminderten, Quint gewonnen: Im ersten Takt wird das Intervall g-cis verwendet, im zweiten f-h. Dieses Vorspiel bildet das harmonische Grundgerüst, auf dem alle Strophen basieren.
Robert Schuman komponiert außerdem in Zwielicht verschiedenste musikalische Figuren ein, um die zwiespältige Atmosphäre akustisch zu untermalen.
So finden sich in der Vokalstimme die Figuren: Kyklosis, Seufzer und Exclamatio wieder. Weiterhin wird an mehreren Stellen vom Rezitativ Gebrauch gemacht. In der Begleitung durch die Instrumente kommen folgende musikalischen Figuren vor: Tritonus, Dubitatio, Extensio und Anabasis.
Auch die Rhythmik wird teilweise verschleiert, um den Aspekt der drohenden Gefahr akustisch zu untermalen.
Das Lied Im Walde beginnt als fröhliches Jagd-Scherzo im ziemlich lebendigen 6/8-Takt, wo von einer lustigen Hochzeit die Rede ist, verändert seine Stimmung aber zum Negativen, als der Erzähler alleine zurückbleibt. Die galoppierende Bewegung im Wechsel von Achtel- und Viertelwerten setzt aus. Das Gedicht endet mit der Zeile „Und mich schauderts im Herzensgrunde“, bei der Schumann die Singstimme bis zum kleinen a hinunterführt, dem tiefsten Ton des Zyklus. Kurz vor dem triumphalen Ende findet also ein letzter emotionaler Tiefpunkt statt.

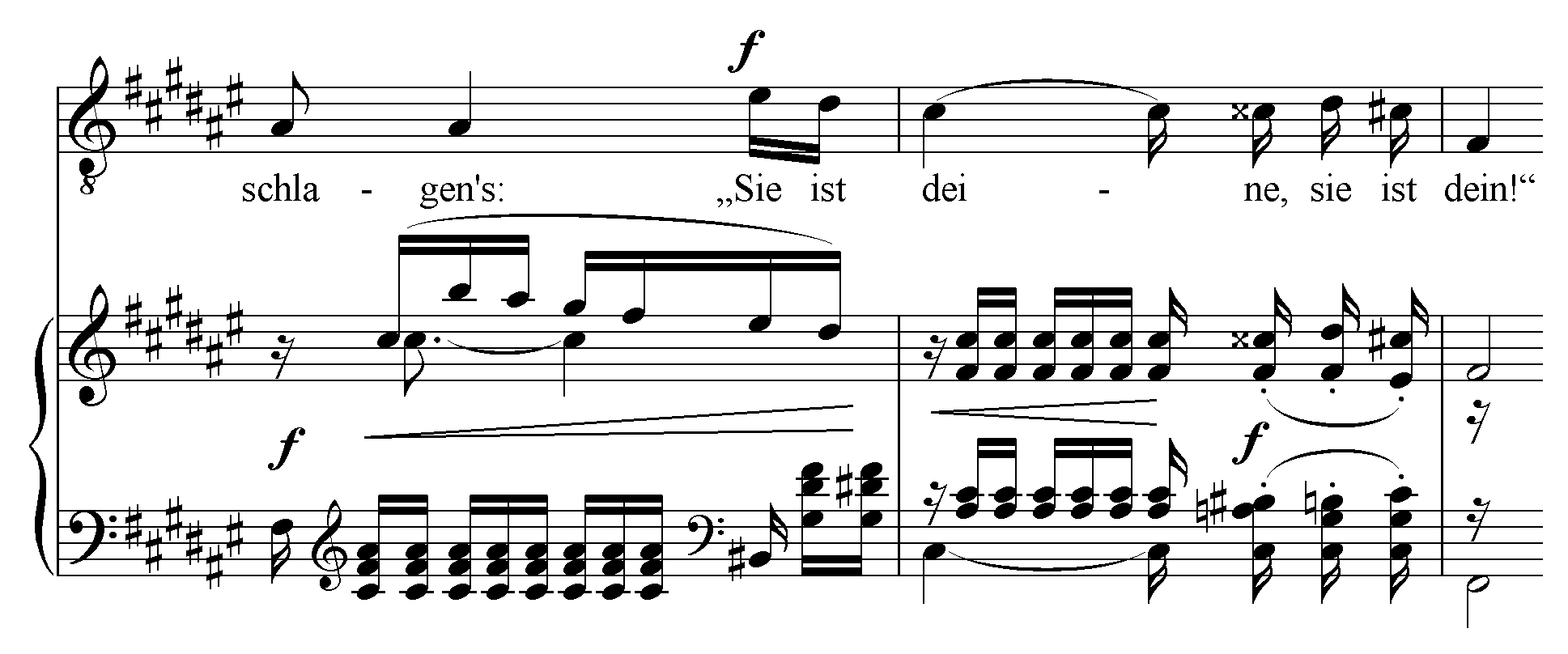
Höhepunkt der Frühlingsnacht

Dieses ekstatische Ende wird im letzten Lied Frühlingsnacht erreicht, in dem die Musik von Anfang an eine freudig erregte Stimmung erzeugt: Die Harmonien bilden eine mitreißende Kette aus Septakkorden, hoch liegende Akkorde pulsieren in Sechzehntel-Triolen, die immer nur am Ende jeder der drei Strophen zum Stillstand kommen. Während der zweiten Strophe wird ein neues sich aufwärts schwingendes Motiv eingeführt, das am Schluss des Liedes, bei den Worten „Sie ist deine, sie ist dein!“ zur Septime erweitert wird (Notenbeispiel links). Wo also am Ende des ersten Teils die aufsteigende Quinte zur Sext vergrößert wurde, kulminiert der Zyklus nun in der noch weiter ausholenden Septim. Im Klaviernachspiel aber dominiert wieder die Quinte, was den motivischen Kreis des Gesamtwerks wieder schließt.

## Diskographie
Eine Interpretation des Liederkreises wäre u. a. die von Dietrich Fischer-Dieskau und Gerald Moore, wie sie zum Beispiel 1959 bei den Salzburger Festspielen live mitgeschnitten wurde (Orfeo C 140301 B). Des Weiteren gibt es die Aufnahme Fischer-Dieskaus mit Christoph Eschenbach (mit Dichterliebe und Myrthen) aus dem Jahr 1975. Die DDR-Plattenfirma Eterna brachte 1975 eine 1972 entstandene Aufnahme des Zyklus mit Peter Schreier und Norman Shetler heraus (Eterna 8 26 498). Ein weiteres Beispiel ist die Einspielung von Thomas Quasthoff (RCA/Sony BMG, 1993). Interpretationen mit Frauenstimme gibt es von Sena Jurinac begleitet von Franz Holletschek (1952, Westminster), Dame Janet Baker begleitet von Daniel Barenboim (EMI 1968/1975), Arleen Augér mit Walter Olbertz (Eterna 8 27 226), Jessye Norman (Philips/Universal, 1987), Dame Margaret Price begleitet von Graham Johnson (1991, Hyperion), Soile Isokoski begleitet von Marita Viitasalo (1993, Finlandia Records 1995) und von Anne Schwanewilms begleitet von Manuel Lange (Capriccio, 2013).